# 内藤繁春
内藤 繁春（ないとう しげはる、1931年1月12日 - 2013年8月12日）は、愛知県碧海郡高浜町（現・高浜市）出身の元騎手・元調教師・元馬主。管理馬通算出走11201回という中央競馬の史上最多記録を打ち立て、調教師として定年引退間際の2000年に騎手復帰を試みたことで話題を集めた。
実兄・博司は東海地方で飲食店をチェーン展開する株式会社だるまの創業者、同社会長で馬主の内藤耕造は甥である。

## 経歴

### 少年期
実家は名古屋コーチンを生産する養鶏場を営んでおり、太平洋戦争を経て、戦後は定時制高校に通いながら鉄工所や瓦の製造会社に就職したが、工場内で排出される煤煙で肺を病み休職を余儀なくされて高校も中退。休養中に高校時代の友人と地方公営・岡崎競馬場を訪れたことをきっかけに騎手を志すが、この希望は父親から猛反対を受けたものの、兄・博司の取りなしにより許可を得る。

### 騎手時代
博司の知人を通じて名古屋の騎手兼調教師・光岡直三郎を紹介され、光岡は内藤に対し規模の大きい国営競馬で騎手になることを勧め、京都・武田文吾を紹介する。武田は半年前に騎手見習いとして栗田勝を受け入れたばかりであり、この移籍話は流れた。その後に改めて中山・鈴木信太郎厩舎を紹介され、1950年に騎手見習いとして同厩舎に入門。当年には博司も名古屋市内に寿司店を開業。1952年には騎手免許を取得して正騎手としてのデビューを迎えるが、騎乗機会が極度に少ない時期が続いたため、1954年には小倉・千倉政雄厩舎へ移籍。1955年2月に初勝利を挙げると当年は9勝をマークしたが、1956年2月の障害競走中に騎乗馬が転倒し、下敷きとなった内藤は足首を骨折。8ヶ月間の休養を余儀なくされ、復帰後は京都に移り、浅見国一の紹介で久保道雄厩舎に移籍。この頃より勝利数を増やし始め、1958年には請われて日迫清厩舎に移籍して同厩舎の主戦騎手に収まった。
1959年3月にキヨスガタで大阪杯を制し、デビュー8年目で重賞初勝利を挙げる。年間通算では38勝を挙げて関西3位（全国8位）に付けると、同年には武田文吾らの師匠である鈴木甚吉の次女と結婚している。1960年に義兄の鈴木和雄が管理馬不足により厩舎廃業の窮地に立たされたため、立て直しを手伝うために鈴木厩舎へ移籍。様々な伝を頼って馬を集め、寿司店を成功させていた博司にも馬主資格取得を頼み、所有馬を厩舎に預託させた。これらの取り組みが功を奏して厩舎は再度軌道に乗り、1965年には所属馬のハヤコマでタマツバキ記念（春）を制し、自身の重賞2勝目を挙げた。この頃より他厩舎からの依頼が増えて成績が向上し、1966年にはエイトクラウンに騎乗して牝馬初の宝塚記念制覇を達成。1967年にはタイヨウで宝塚記念連覇を果たし、同年は自己最高の53勝を挙げて関西2位（全国4位）を記録。中京での活躍が目立ったことから、マスコミから「中京の小鬼」との異名も付されるなど活躍したが、1968年に鈴木が急死。厩舎の解散を防ぐために内藤は騎手として充実期にありながら調教師への転身を余儀なくされ、同年に現役を引退。騎手通算成績は2895戦307勝、うち重賞7勝。

### 調教師時代
騎手引退の同年に京都の厩舎を引き継ぎ、調教師として開業。2年目の1969年には早くも51勝を挙げて全国8位に付けると、1970年にはクニノハナで京都牝馬特別を制し、重賞初勝利を挙げる。同馬はその次走で牝馬三冠の最終戦として創設された第1回ビクトリアカップを制し、同競走の初代女王となった。その馬主は兄・博司であり、これが重賞に勝利した初めての所有馬となった。
以後も関西の有力調教師として確固とした地位を築き、1979年の菊花賞では管理馬のハシハーミットとハシクランツで1、2着を独占し、騎手時代に勝てなかったクラシック制覇を果たした。1991年の有馬記念では、ダイユウサクが弟子の熊沢重文を背に15頭中14番人気で出走し、単勝1.5倍と圧倒的な支持を受けていたメジロマックイーンを最後の直線で差しきり、日本レコードでの優勝が話題を集めた。この時の内藤は勝利時の記念撮影に備えてきちんと正装して当日に現れ、他の関係者には「（正装して）どうしたんですか?」と散々からかわれていたが、レース後には皆黙ってしまったという逸話があり、勝つ自信があったことを裏付けている。
一方で1996年のスプリンターズステークスではエイシンワシントンが僅か1cmの差でフラワーパークに敗れ、GI史上まれに見る接戦としてJRAのCM内でも語られた。内藤の管理馬には地味な血統の安馬が目立ったことで知られたが、これについて内藤自身は「私は何も地味な血統の馬が好きなわけではない」としながらも、良血の高額馬は馬主が大きく損をする可能性もあるため、「金銭的な負担を少なくして、競馬を楽しんでもらう。これが私の厩舎の方針だった」としている。息長く現役を続ける馬も数々おり、開業初年度に北海道で育成専門の優駿牧場（現・待兼牧場）を設置し、内藤自身の方針で若駒時代から強い体質を持つ馬の育成に当たった。

### 定年後、騎手免許試験受験
調教師の石坂正は同場の従業員から内藤厩舎の厩務員となり、のちに独立している。調教師の70歳定年を翌年に控えた2000年10月、内藤は突如として日本中央競馬会の騎手免許試験受験を発表。要項には16歳未満の受験を認めない旨が明記されていたが、上限年齢については定められておらず、競馬会も「願書の受け取りを拒否する理由はない」として受験を容認した。69歳にしての騎手復帰への試みは、一面で報じるスポーツ紙も現れるなど、幅広い注目と応援を集めた。だが1次試験の学科に手こずり、走路試験、障害試験でも馬を止められなかったり指定されたコースを回れないなど、約30年ぶりの騎手再挑戦は厳しいものであった。試験終了後の記者会見では「手応えはあります」と合格に自信を覗かせたが、結果は不合格に終わった（仮に合格していたら、内藤が中央競馬最高齢騎手ということになっていた）。
翌年の受験にも意欲を見せていたが、試験後より視力の低下が進み、手術を行うも要項で定められた規定の視力を保つことができず断念した。のちに受験を回想し、「今にして思えば、70歳の『定年調教師』が無謀にも騎手を目指し、世間を騒がせて恥ずかしい限りだ。あえて言い訳をさせてもらうなら、私は死ぬまで馬の世界に身を置きたかった。馬とともに生き続けることだけが目標だった」と語っている。
2001年2月28日を以て調教師を引退。通算成績は11201戦893勝。通算出走数は中央競馬史上最多記録。管理馬は湯窪幸雄、石坂正厩舎などに分散して引き継がれた。引退後は公営・園田競馬で馬主資格を取得している。2013年8月12日朝に死去。82歳没。

## 通算成績

### 騎手成績
| 年     | 区分 | 1着 | 2着 | 3着 | 4着以下 | 騎乗数 | 勝率 | 連対率 |
| ------ | ---- | --- | --- | --- | ------- | ------ | ---- | ------ |
| 1952年 | 平地 | 0   | 0   | 0   | 6       | 6      | .000 | .000   |
| 1953年 | 平地 | 0   | 0   | 1   | 14      | 15     | .000 | .000   |
| 1953年 | 障害 | 0   | 0   | 1   | 5       | 6      | .000 | .000   |
| 1954年 | 平地 | 0   | 1   | 1   | 6       | 8      | .000 | .125   |
| 1954年 | 障害 | 0   | 3   | 2   | 11      | 16     | .000 | .188   |
| 1955年 | 平地 | 5   | 10  | 6   | 143     | 164    | .030 | .091   |
| 1955年 | 障害 | 4   | 6   | 5   | 41      | 56     | .071 | .179   |
| 1956年 | 平地 | 8   | 15  | 16  | 148     | 187    | .043 | .123   |
| 1956年 | 障害 | 3   | 3   | 7   | 32      | 45     | .067 | .133   |
| 1957年 | 平地 | 16  | 21  | 16  | 121     | 174    | .092 | .213   |
| 1957年 | 障害 | 6   | 10  | 8   | 22      | 46     | .130 | .348   |
| 1958年 | 平地 | 19  | 19  | 13  | 116     | 167    | .114 | .228   |
| 1958年 | 障害 | 2   | 3   | 1   | 16      | 22     | .091 | .227   |
| 1959年 | 平地 | 37  | 39  | 40  | 148     | 264    | .140 | .288   |
| 1959年 | 障害 | 1   | 0   | 1   | 4       | 6      | .167 | .167   |
| 1960年 | 平地 | 12  | 21  | 17  | 101     | 151    | .079 | .219   |
| 1960年 | 障害 | 1   | 0   | 0   | 2       | 3      | .333 | .333   |
| 1961年 | 平地 | 15  | 5   | 13  | 104     | 137    | .109 | .146   |
| 1961年 | 障害 | 0   | 0   | 1   | 15      | 16     | .000 | .000   |
| 1962年 | 平地 | 5   | 10  | 7   | 75      | 97     | .052 | .155   |
| 1963年 | 平地 | 19  | 17  | 15  | 109     | 160    | .119 | .225   |
| 1964年 | 平地 | 17  | 24  | 25  | 169     | 235    | .072 | .174   |
| 1965年 | 平地 | 33  | 17  | 30  | 208     | 288    | .115 | .174   |
| 1966年 | 平地 | 43  | 33  | 30  | 196     | 302    | .142 | .252   |
| 1967年 | 平地 | 53  | 37  | 46  | 163     | 299    | .177 | .301   |
| 1968年 | 平地 | 8   | 6   | 4   | 38      | 56     | .143 | .250   |
| 計     | 平地 | 290 | 275 | 275 | 1,870   | 2,710  | .107 | .208   |
| 計     | 障害 | 17  | 25  | 26  | 148     | 216    | .079 | .294   |
| 計     | 総計 | 307 | 300 | 301 | 2,018   | 2,926  | .105 | .207   |

#### 主な騎乗馬
- キヨスガタ（1959年大阪杯）
- ハヤコマ（1965年タマツバキ記念・春）
- エイトクラウン（1966年鳴尾記念、宝塚記念）
- タイヨウ（1967年宝塚記念、中京大賞典）
- ミドリオー（1967年CBC賞）

### 調教師成績
| 通算成績 | 1着 | 2着 | 3着 | 4着以下 | 出走回数 | 勝率 | 連対率 |
| -------- | --- | --- | --- | ------- | -------- | ---- | ------ |
| 平地     | 769 | 774 | 833 | 7,750   | 10,236   | .076 | .150   |
| 障害     | 124 | 127 | 128 | 696     | 1,075    | .115 | .233   |
| 計       | 893 | 901 | 961 | 8,446   | 11,201   | .080 | .160   |

- 初出走 1968年3月5日ツキノベル（3着）
- 初勝利 1968年7月2日ポットイーグル

#### 主な管理馬
- クニノハナ（1970年京都牝馬特別、ビクトリアカップ）
- スマノタカラ（1971年京都大障害・春）
- カツヤヨイ（1972年阪神牝馬特別）
- カネロンド（1973年阪神障害ステークス・秋）
- グットキラメキ（1974年中日新聞杯）
- ハシコトブキ（1978年朝日チャレンジカップ、京都記念・秋、愛知杯）
- ハシハーミット（1979年菊花賞、毎日杯）
- ハシクランツ（1980年大阪杯 1981年鳴尾記念）
- ロックペトロス（1981年京都大障害・秋）
- ワイドオー（1983年京都4歳特別）
- イブキカネール（1985年きさらぎ賞）
- マルカセイコウ（1987年京阪杯）
- イブキライダー（1987年阪神障害ステークス・秋）
- ワイドガール（1988年阪神障害ステークス・秋）
- ダイユウサク（1991年有馬記念、金杯・西）
- スガハラテンジン（1993年京都大障害・秋）
- エイシンワシントン（1994年セントウルステークス 1996年CBC賞）
- マルカダイシス（1996年鳴尾記念）

## 主な厩舎所属者
※太字は門下生。括弧内は厩舎所属期間と所属中の職分。
- 目野哲也（1968年-1973年 騎手）
- 福永甲（1973年-1978年 騎手）
- 溝橋秀吉（1979年-1996年 騎手）
- 石坂正（1979年-1982年 厩務員、調教助手）
- 木原一良（1983年-1984年 騎手、1984年-1998年 調教助手）
- 平田修（1984年-1994年 厩務員、調教助手）
- 熊澤重文（1986年-1996年 騎手）
- 金折知則（1995年-1999年 騎手）